# バミューダ・ドル
バミューダ・ドルは、イギリス領であるバミューダ諸島の通貨。補助単位はセントで、1ドルが100セントである。ドルペッグ制を取っており、アメリカ合衆国ドルと等価である。
1970年2月6日に、ポンドに代わって導入された。